# Horkelia micheneri
Horkelia micheneri là loài thực vật có hoa trong họ Hoa hồng. Loài này được (Greene) Rydb. mô tả khoa học đầu tiên năm 1898.